# Sainte-Engrâce
Sainte-Engrâce är en kommun i departementet Pyrénées-Atlantiques i regionen Nouvelle-Aquitaine i sydvästra Frankrike. Kommunen ligger i kantonen Tardets-Sorholus som tillhör arrondissementet Oloron-Sainte-Marie. År 2022 hade Sainte-Engrâce 172 invånare.

## Befolkningsutveckling
Antalet invånare i kommunen Sainte-Engrâce
| Referens: INSEE |